# Los periódicos durante la Guerra de la Independencia (1808-1814)
Los periódicos durante la Guerra de la Independencia (1808-1814) es una obra del bibliógrafo Manuel Gómez Imaz, publicada en 1910.

## Descripción
La obra, nacida de un estudio llevado a cabo por Manuel Gómez Imaz en 1908 que le valió el reconocimiento de la Biblioteca Nacional de España, traza una relación, ordenada alfabéticamente, de los periódicos que se publicaban en España por aquel entonces, acompañados de unas pocas líneas de información. «Apuntes bibliográficos es cuanto nos hemos atrevido á denominar este trabajo, harto breve para lo que tal materia merece, dada su importancia é interés, porque los periódicos durante la guerra de la Independencia desempeñaron fines tan trascendentales, nuevos y arriesgados, que todo trabajo que á ello se dedique sería corto para lo que tal materia requiere», apunta el autor en la introducción al libro. Díaz Noci la señala como precursora de los catálogos hemerográficos. Al final de la obra, se incluyen dos índices, uno para los periódicos, por año y orden alfabético, y otro para las localidades en las que salían de imprenta. La prensa periódica en España durante la Guerra de la Independencia (1808-1814), de Luis del Arco Muñoz, de 1914, vendría a completar unos pocos años más tarde el trabajo de Gómez Imaz.